# Tom Runnells
Pour les articles homonymes, voir Runnells.
Thomas William Runnells (né le 17 avril 1955 à Greeley, Colorado, États-Unis) est l'actuel instructeur de banc des Rockies du Colorado dans la Ligue majeure de baseball.
Tom Runnells joue pour les Reds de Cincinnati en 1985 et 1986 et est gérant des Expos de Montréal en 1991 et 1992.

## Carrière

### Joueur
Tom Runnells, un joueur d'avant-champ évoluant principalement au poste d'arrêt-court, mais aussi au deuxième but, signe son premier contrat professionnel avec les Giants de San Francisco en 1977. Il passe sept ans en ligues mineures dans l'organisation des Giants, dont quatre avec le club-école AAA de l'équipe à Phoenix, dans la Ligue de la côte du Pacifique. Sans avoir atteint les majeures avec les Giants, il signe comme agent libre avec les Reds de Cincinnati à l'automne 1983.
Après une autre saison entière dans les mineures, Runnells obtient une première chance dans le baseball majeur le 10 août 1985, alors qu'il dispute son premier match avec Cincinnati. Il obtient le lendemain ses deux premiers coups sûrs en carrière, face au lanceur des Dodgers de Los Angeles, Jerry Reuss.
Runnells ne dispute que 40 parties au plus haut niveau, toutes avec les Reds : 28 en 1985, puis 12 en 1986. Il obtient huit coups sûrs au total, sept simples et un double, pour une moyenne au bâton de,174 et il marque quatre points.

### Gérant des Expos de Montréal
Après avoir choisi la retraite de joueur à la fin 1986, Tom Runnells obtient un premier poste de manager en 1987 avec les Reds du Vermont, le club-école de niveau Double-A des Reds de Cincinnati dans la Eastern League.
Il devient manager des Expos de Montréal le 3 juin 1991 après le congédiement de Buck Rodgers. Il dirige les Expos pour la première fois le 4 juin à Houston, une victoire de 4-1 de Montréal sur les Astros et est, à 36 ans, le plus jeune à occuper ce poste dans les majeures. L'équipe connaît peu de succès pour le reste de l'année et termine en sixième et dernière place de la division Est de la Ligue nationale avec un dossier victoires-défaites de 71-90. Sous les ordres de Runnells, l'équipe remporte 51 parties et en perd 61.
Au camp d'entraînement suivant en Floride, Runnells fait la manchette en se présentant sur le terrain en uniforme militaire. Les Expos connaissent un mauvais début de calendrier régulier, encaissant 20 défaites à leurs 37 premières parties. Runnells dirige l'équipe une dernière fois 20 mai 1992, moins d'un an après son entrée en fonction, et est congédié pour être remplacé par Felipe Alou. Ce dernier relève totalement la jeune équipe, qui termine la saison en seconde place avec 87 victoires.
Le bilan de Runnells comme gérant des Expos est de 68 victoires et 81 défaites en 149 parties, pour un pourcentage de victoires de seulement,456.

### Manager dans les ligues mineures
Dans les années qui suivent son congédiement par les Expos, Runnells exerce diverses fonctions dans l'organisation des Tigers de Detroit. Il dirige notamment les London Tigers de la Ligue Eastern en 1993, le Thunder de Trenton, aussi de la Ligue Eastern, en 1994, puis les Toledo Mud Hens de la Ligue internationale en 1995 et 1996. Au cours des deux années suivantes, il est dépisteur au service des Tigers de Detroit.
Il quitte les Tigers en 2004 après 11 ans dans l'organisation et se joint aux Rockies du Colorado. Ces derniers lui donnent en 2006 le poste de manager de leur club-école de niveau Triple-A, sis à Colorado Springs. Il quitte après avoir totalisé 234 victoires comme pilote des Sky Sox, ce qui est le deuxième plus haut total de l'histoire de cette équipe de baseball, derrière les 271 gains de l'ancien manager Brad Mills.

### Instructeur chez les Rockies du Colorado
Le 29 mai 2009, les Rockies congédient leur manager Clint Hurdle et certains de ses assistants pour nommer Jim Tracy à la barre de l'équipe. Tom Runnells devient alors l'instructeur sur le banc des Rockies.
En octobre 2012, Runnells est un des candidats au poste de gérant des Rockies, laissé vacant par la démission de Jim Tracy. C'est Walt Weiss qui hérite plutôt du poste et Runnells est son adjoint depuis la saison 2013.

## Vie personnelle
Tom Runnells est père de trois enfants, deux filles (April et Riley) et un fils (Tom).